# Fisklösen (Mora socken, Dalarna)
Fisklösen är en sjö i Mora kommun i Dalarna och ingår i Dalälvens huvudavrinningsområde. Sjön har en area på 0,182 kvadratkilometer och ligger 624,1 meter över havet. Sjön avvattnas av vattendraget Dyvran.

## Delavrinningsområde
Fisklösen ingår i det delavrinningsområde (681216-142017) som SMHI kallar för Utloppet av Fisklösen. Medelhöjden är 629 meter över havet och ytan är 0,39 kvadratkilometer. Det finns inga avrinningsområden uppströms utan avrinningsområdet är högsta punkten. Dyvran som avvattnar avrinningsområdet har biflödesordning 4, vilket innebär att vattnet flödar genom totalt 4 vattendrag innan det når havet efter 396 kilometer. Avrinningsområdet består mestadels av skog (50 procent). Avrinningsområdet har 0,18 kvadratkilometer vattenytor vilket ger det en sjöprocent på 45,9 procent.